# گری فورست
گری فورست (انگلیسی: Gerry Forrest؛ زادهٔ ۲۱ ژانویهٔ ۱۹۵۷) بازیکن فوتبال اهل بریتانیا است.
از باشگاه‌هایی که در آن بازی کرده‌است می‌توان به باشگاه فوتبال ساوت‌همپتون و باشگاه فوتبال روترهام یونایتد اشاره کرد.